# San Pascual Bailón (pintura de Agustín Arrieta)
San Pascual Bailón es un cuadro de José Agustín Arrieta  realizado en 1852. Se conserva en el Museo Amparo en la ciudad de Puebla, México

## Contexto histórico-artístico
José Agustín Arrieta es un pintor de la última generación de la época virreinal residentes de Puebla, quienes hacían parte de la Escuela de Dibujo de la Real Junta de Caridad para la buena educación de la juventud. Su producción artística estuvo influenciada por la iconografía y las soluciones compositivas de la pintura colonial religiosa que aprendió de maestros como Salvador Huerto, Lorenzo Zendejas, Manuel López Guerrero, Manuel Caro, Julián Ordóñez y José Manzo.
Aunque la historiografía ha calificado a Agustín Arrieta como un artista sin formación, de carácter popular y de provincia, hoy en día gracias a las investigaciones alrededor del carácter formal de la  Escuela de Dibujo de la Real Junta de Caridad para la buena educación de la juventud  de la ciudad de Puebla sabemos que artistas como Agustín Arrieta heredaron una compleja solución pictórica de la tradición virreinal junto con las enseñanzas de los tratadistas europeos  y el gusto particular de Arrieta por la tradición costumbrista y naturaleza muerta flamenca y holandesa del siglo XVII aparece en muchísimos de sus cuadros como el de La cocina poblana (1802-1874) que tiene claras influencias del cuadro de Pieter Cornelisz van Rijck Cocina (1604)

## Título
San Pascual Bailón fue un monje franciscano de España, a los 25 años accede al monasterio de San Francisco realizando actividades sencillas como barrer, de limosnero y cocinero. Cuando se le canoniza a finales del siglo XVII principalmente se le reconoce por su devoción a la eucaristía, es por ello que en sus representaciones pictóricas es frecuente encontrar el rompimiento de gloria o custodia. 
En México y particularmente en la zona de Puebla y Tlaxcala, San Pascual Bailón es conocido como patrono de los cocineros. En la época virreinal se creía que auxiliaba a las monjas y amas de casa a tener buen sazón en su comida, entre los milagros que se le atribuyen a San Pascual Bailón se encuentra: Multiplicar el pan, sacar agua de una piedra y curar enfermos.  
Una de las mayores características del Arte Virreinal era la adaptación de las representaciones católicas europeas en los usos y costumbres de las distintas regiones americanas, es así que en la obra San Pascual Bailón, Agustín Arrieta recupera la representación y el mito ibérico colocando el elemento de custodia y fusionando la devoción mexicana al santo en la cocina.

## Historia
La pintura de San Pascual Bailón de Agustín Arrieta es una reelaboración de la obra de su maestro Manuel Caro que lleva por nombre el mismo título. La mayor diferencia en el cuadro de Arrieta es la posición de la cocina, le da un mayor protagonismo al ponerla a un lado de San Pascual Bailón y retrata los alimentos con mayor detalle. A diferencia de la obra de Manuel Caro quien coloca la cocina en una habitación aparte que apenas se puede ver, hay menos presencia de alimentos y todos se encuentran en el piso. 
Gran parte de la obra de Agustín Arrieta esta dedicada a las naturalezas muertas o bodegones. Por lo que en muchas investigaciones de las obras del artista este cuadro de tema religioso es incluido en el género de bodegón por la importancia que Arrieta le da a los alimentos.    
Dado a las pequeñas dimensiones de este cuadro, se especula que era un cuadro para satisfacer las necesidades devocionales domésticas de la sociedad poblana del siglo XIX.   
Dentro de la producción artística de Agustín Arrieta, la pintura religiosa es escasa ya que la mayor parte de la obra no esta firmada, ni fechada y la mayoría de su obra se encuentra en colecciones particulares. Aunque es reconocido principalmente por sus bodegones y escenas costumbristas, el resto de su obra está compuesta por alegorías y asuntos religiosos que han sido menospreciados respecto al costumbrismo que ha tenido mayor popularidad como símbolo de arte nacional.
A pesar de esto, en la pintura San Pascual Bailón se puede constatar de la maestría de Arrieta en la representación plástica de los objetos y de su habilidad colorista, incluso si se mantuvo fiel a las composiciones virreinales que permitían pocas variaciones iconográficas.

## Descripción
La pintura se desarrolla al interior de una cocina, en el primer plano del lienzo vemos la figura de San Pascual Bailón vestido con el hábito franciscano, aparece levitando con actitud de contemplación y devoción ante un rompimiento de gloria sostenido por ángeles. 
En el segundo plano observamos que momentos antes de que sucediera el rompimiento de gloria San Pascual Bailón se encontraba realizando sus tareas como cocinero del monasterio, pues debajo de él la estufa se mantiene encendida y esta calentando los alimentos que tiene en el fogón. En la mesita cerca de la estufa distintos ingredientes de cocina como la sandía, pescado y uvas modelan naturalmente como bodegón.
En el suelo se encuentran desinteresadamente otras verduras y utensilios de cocina.

## Estilo
Esta obra tiene claras influencias de Arte Virreinal, a pesar de que no pertenece al periodo histórico del Virreinato de la Nueva España. Gracias a la herencia cultural que ha permanecido después de la época virreinal y de su formación artística en la Academia de Bellas Artes de Puebla. 